# Bodbyn
Bodbyn är en småort i Sävars socken i Umeå kommun, 23 kilometer norr om Umeå och 14 kilometer från Sävar. Bodbyn ligger vid Täfteån. 
Till Bodbyn räknas ofta byarna Växtholm, Degerbyn, Nybyn, Storliden, Fjäderbäck, Grundbäck samt Åkerbäck.

## Idrott
Det finns gott om idrottsmöjligheter i byn då det finns tillgång till fotbollsplan, tennisplan, hockeyplan samt dagsspår för skidåkning.
Tennisbanan i Bodbyn heter Gunvor Gaross, en travesti på den franska tennisbanan uppkallad efter Roland Garros där Franska öppna spelas.